# Maják Mull of Galloway
Maják Mull of Galloway je maják na nejjižnějším bodu Skotska, nachází se v hrabství Wigtownshire, Dumfries a Galloway, na konci poloostrova Rhins of Galloway. Maják označuje vstup do Severního průlivu a do zálivu Solway Firth. 

## Historie
V letech 1828–1830 postavil inženýr Robert Stevenson na Mull of Galloway maják. Stavbu provedla firma Brebner and Scott z Edinburghu. Původně byla na majáku instalována pětitunová otočná petrolejová lampa, jejíž svítivost byla 29 000 cd, a v roce 1894 postavena strojovna Davidem A. Stevensonem.
Během druhé světové války, 8. června 1944 v 19:30, zahynul francouzský příslušník britského pomocného letectva (ATA) Cladius Echallier, který do majáku narazil letounem Beaufighter v mlze při nízkém letu z Irského moře.
Do roku 1971 byl maják provozován na petrolej, kdy byl elektrifikován a v roce 1988 automatizován. Maják je řízen centrálou  Northern Lighthouse Board (NLB) z Edinburghu. 
Strojovna majáku byla přestavěna na návštěvnické centrum, které provozuje South Rhins Community Development Trust, skupina místních lidí a podniků. V roce 2013 došlo ke komunitnímu odkupu, Mull of Galloway Trust odkoupil pozemky a tři budovy správců, strojovnu nautofon a třicet akrů (12,1 ha) vřesovišť od Northern Lighthouse Board, která stále vlastní a provozuje majákovou věž.

## Popis
Maják je bíle natřená válcová opuková věž vysoká 26 m s ochozem na  konzolách a černou lucernou přistavěna k přízemnímu domku. Na západní a jihovýchodní straně jsou tři okna a na severovýchodní straně dvě úzká okna. Na ochoz kolem lucerny vede 115 schodů. Na lucerně jsou ve třech řadách nad sebou vloženy trojúhelníkové skleněné segmenty.
Zdroj světla je ve výšce 99 m n. m. a má dosvit 28 nm (52 km). Optický systém z roku 2019 je sestava Bi Form setu; skládá se z dvojice dvoupatrových vysoce výkonných námořních LED svítilen, které blikají synchronizovaně.
Areál majáku je ohrazen opukovou ohradní zdí. Maják a domky strážců majáku jsou památkově chráněné budovy kategorie A.

### Nautofon
Na severní straně svahu u majáku byl v roce 1900 postaven nautofon, který vydával dva tóny každé tři minuty. Od roku 1920 byly dva tóny vysílány v intervalu jedné a půl minuty.

### Data
- Charakteristika světla: Fl W 20s (záblesky bílého světla v intervalu dvaceti sekund)

- Výška věže: 26 m
- Zdroj světla: 99 m n. m.
- Počet schodů: 115
- Dosvit: 28 nm (52 km)
- Správce areálu: Mull of Galloway Trust a Mull of Galloway Experience[7]
- Řízení majáku: Northern Lighthouse Board z Edinburghu

### Označení
- ARLHS: SCO-144,
- Admiralty: A4610,
- NGA:  4816.